# Melese innocua
Melese innocua là một loài bướm đêm thuộc phân họ Arctiinae, họ Erebidae.